# Johann Christian Friedrich Heyer

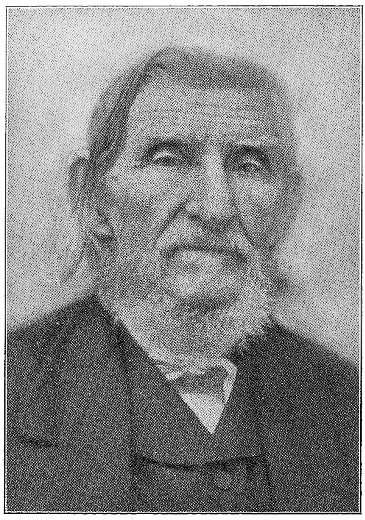
Johann Christian Friedrich Heyer

Johann Christian Friedrich Heyer (* 10. Juli 1793 in Helmstedt; † 7. November 1873 in Friedens, Pennsylvania), im englischsprachigen Raum John Christian Frederick Heyer genannt, war der erste Missionar, der von Lutheranern in den Vereinigten Staaten von Amerika ins Ausland entsandt wurde. Er gründete die Guntur-Mission in Andhra Pradesh, Indien. An „Father Heyer“ wird am 7. November im Kalender der Evangelisch-Lutherischen Kirche in Amerika erinnert, gemeinsam mit Bartholomäus Ziegenbalg und Ludwig Ingwer Nommensen.

## Kindheit
Johann Christian Friedrich Heyer wurde in Helmstedt, damals Fürstentum Braunschweig-Wolfenbüttel (heute Niedersachsen) geboren, als Sohn von Johann Heinrich Gottlieb Heyer, einem wohlhabenden Kürschner in Helmstedt und dessen Frau, Fredericke Sophie Johanne Wagener. Nach seiner Konfirmation in der Stephanskirche in Helmstedt im Jahre 1807 sandten ihn seine Eltern aus dem Napoleonischen Europa nach Amerika, um dort bei einem Onkel mütterlicherseits (Wagener) zu leben, einem Kürschner und Hutmacher in Philadelphia, Pennsylvania, der sich auf die beliebte Biberfellmütze spezialisiert hatte.

## Ausbildung
C.F. Heyer, wie er oft abgekürzt wird, studierte Theologie in Philadelphia bei J. H. C. Helmuth und F. D. Schaeffer. Im Jahre 1815 reiste er zurück nach Deutschland und studierte gemeinsam mit seinem Bruder Heinrich an der Universität Göttingen weiter Theologie. Seinen medizinischen Doktortitel erhielt er von der medizinischen Fakultät der University of Maryland im Jahre 1847. (Er besuchte nicht die Johns Hopkins University, wie oft behauptet wird.)

## Ehe und Kinder
1819 heiratete er Mary (Webb) Gash, eine Witwe mit zwei Kindern, Caroline Gash (* um 1809) und Basil Gash (* um 1813). Dem Ehepaar wurden sechs weitere Kinder geboren:
- Sophia M. Heyer (* 7. Januar 1818 in Philadelphia, Pennsylvania; † 18. Nov. 1875 in Shelby, Richland County, Ohio). Sie heiratete George Washington Houpt.
- Carl Henry Heyer (* 5. Dezember 1820, Cumberland County, Pennsylvania)
- Mary Ann Heyer (* 13. April 1822, Cumberland County, Pennsylvania; † im Oktober 1823 an Malaria)
- Henriette Heyer (* 17. Dezember 1823 in Somerset County, Pennsylvania) verheiratet mit 1.) George Snyder und 2.) George Steyer.
- Julia Eliza Heyer (* 25. September 1825, †  1. Januar 1826 in Friedens, Somerset County, Pennsylvania)
- Theophilus Heyer (* 30. November 1827 in Friedens, Somerset County, Pennsylvania)

## Karriere

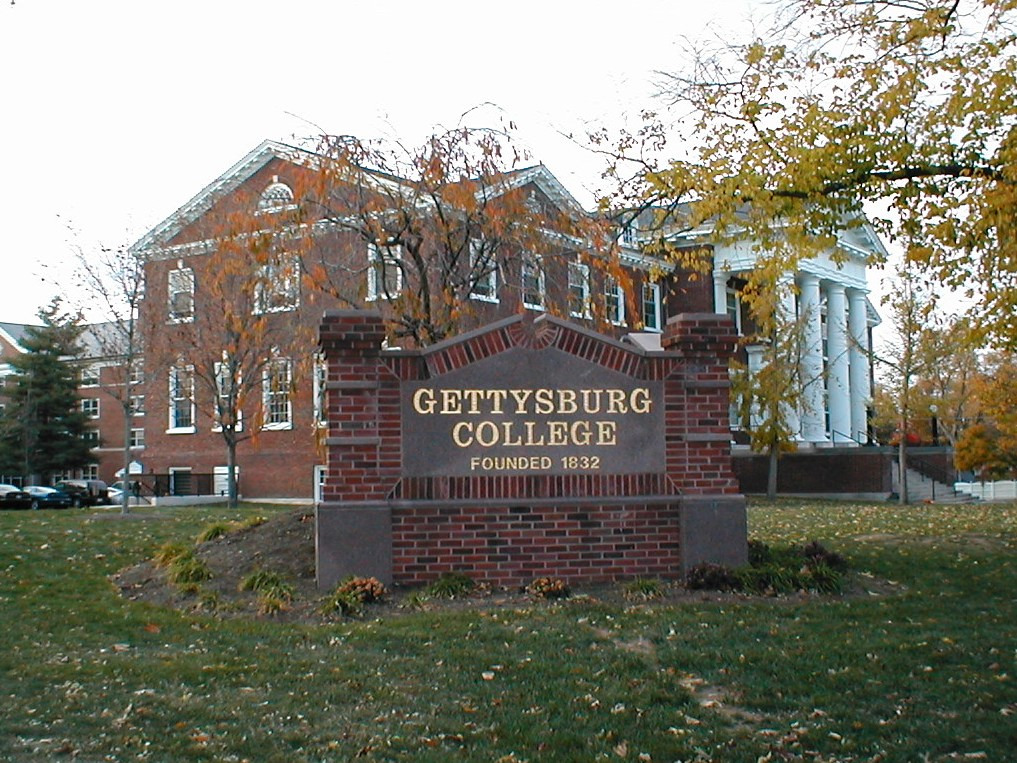
Gettysburg College

### Lehrer und Prediger
Er war Lehrer an der Zion School, Southwark, Philadelphia von September 1813 bis März 1815, als er für einen Besuch nach Deutschland zurückkehrte. Nach seiner Rückkehr in die USA im Jahre 1816 wurde er als Laienprediger zugelassen. Heyer arbeitete für drei Jahre als Prediger, bis er im Jahre 1820 ordiniert wurde. In den folgenden 20 Jahren hielt er Gottesdienste und gründete Kirchen und Sonntagsschulen in Pennsylvania, Maryland, New York, den Staaten des mittleren Westens und westlich bis Missouri.
Von Oktober 1829 bis November 1831 diente er als Agent der „Sonntagsschule der Evangelisch-Lutherischen Kirche in den Vereinigten Staaten“. In dieser Eigenschaft reiste er etwa 5000 km, besuchte etwa 300 Gemeinden, verteilte Sonntagsschulgesangbücher und -Traktate und half Pastoren, Sonntagsschulen einzurichten.
Im Jahre 1829 nutzte er gemeinsam mit 22 weiteren Gesellschaftern (allesamt lutherische Kleriker) sein Privatvermögen, um die frühere Adams County Academy zu kaufen und das Gettysburg Gymnasium zu gründen, welches im Jahre 1832 in das Gettysburg College umgewandelt wurde, als Heyer und seine Mitgesellschafter mit ihrer privaten Teilhaberschaft Schirmherren des Pennsylvania College in Gettysburg wurden. Heyer wurde ebenfalls in das erste Kuratorium gewählt und arbeitete auch als Vertretungslehrer am Gymnasium.
Er war der erste Pastor der Ersten Evangelisch-Lutherischen Kirche in Pittsburgh, die im Jahre 1837 gegründet wurde; die erste englischsprachige lutherische Gemeinde westlich der Allegheny Mountains. Er gründete die Erste Deutsche Evangelisch-Lutherische Gemeinde von Pittsburgh, eine deutschsprachige Gemeinde, eine Woche später, am 22. Januar 1837.

### Missionar
Seine Frau und Kinder blieben in Friedens im Somerset County (Pennsylvania), wo Mary Heyer im Jahre 1839 starb. Im folgenden Jahr wurde Heyer gebeten, in die Auslandsmission einzutreten. Heyer wurde im Jahre 1841 vom Pennsylvania-Ministerium als erster Auslandsmissonar der amerikanischen lutherischen Kirchen beauftragt. Er studierte Sanskrit und Medizin in Baltimore und reiste im Jahre 1841 mit dem Schiff Brenda, das von Captain Ward kommandiert wurde, von Boston aus nach Indien ab.
Als er im Jahre 1845 in die USA zurückkehrte, setzte er seine missionarische Arbeit fort, und gründete die St. John’s Church in Baltimore. Gleichzeitig studierte er weiter Medizin und erlangte seinen Doktortitel an der medizinischen Fakultät der University of Maryland im Jahre 1847.
Im Jahre 1847 reiste er ein zweites Mal nach Indien und verbrachte dort ein Jahrzehnt, hauptsächlich im Gunturdistrikt im Staat Andhra Pradesh in Südindien, wo er Gottesdienste abhielt und den Menschen dort nützliche Dienste leistete. Nachdem er zunächst vom Pennsylvania-Ministerium seiner Kirche und später vom Auslandsmissionsausschuss der Generalsynode gefördert wurde, wurde Heyer ebenfalls von britischen Regierungsoffiziellen ermutigt und unterstützt. Er errichtete etliche Krankenhäuser und ein Netzwerk von Schulen in der Guntur-Region.

## Spätere Reisen
Aus Gesundheitsgründen kehrte er 1857 in die USA zurück und verbrachte das nächste Jahrzehnt damit Kirchen zu organisieren, insbesondere im neuen Staat Minnesota. Er reiste von 1867 bis 1868 nach Deutschland. Im Jahre 1869, im Alter von 77 Jahren, unternahm er seine dritte Reise nach Indien, um die Rajahmundry-Mission zu reorganisieren.
Heyer kehrte im Jahre 1871 in die USA zurück. Im Januar 1872 wurde er zum Kaplan und zum ersten „Hausvater“ des Lutherischen Theologischen Seminars in Philadelphia ernannt. Trotz der nur kurzen Zeit mit den Studenten, erwarb er sich großen Respekt und Zuneigung an der Fakultät und bei den Studenten.
Er starb im Jahre 1873 im Alter von 80 Jahren und wurde neben seiner Frau auf dem Friedens Lutheran Church cemetery, Friedens, Pennsylvania beerdigt. Sein Vermögen belief sich auf ungefähr $7000. $500 davon hatte er für seine letzten Kosten vorgesehen, einen Grabstein und einen Eisenzaun um sein Grab und das seiner Frau. $2500 hinterließ er seinen Kindern und Enkeln, unter der Voraussetzung, dass seine Enkel Mitglieder der Lutherischen Kirche blieben und sich von Alkohol und Tabak fernhalten sollten, und vererbte die übrigen $4000 der Lutherischen Gemeinde Somerset, dem Lutherischen Theologischen Seminar in Philadelphia, dem Pennsylvania-Ministerium für die Auslandsmission in Indien und den Passavant-Waisenhäusern in Zelienople und Germantown in Pennsylvania.

## Vermächtnis
Als im Jahre 1880 eine Missionsgesellschaft von den Studenten des Lutherischen Theologischen Seminars in Mount Airy, einem Stadtteil von Philadelphia, gegründet wurde, wurde sie als die Father Heyer Missionary Society benannt.
Aus der Missionsarbeit, die Heyer im Jahre 1842 in Guntur begonnen hatte und der der Rajahmundry-Mission, die von Pastor Luis P. Manno Valett von der Norddeutschen Missionsgesellschaft im Jahre 1845 gegründet worden war, erwuchs die Evangelisch-Lutherische Kirche in Andhra (AELC), die 1927 gegründet wurde. Im Jahre 2009 war die AELC zu einer der größten lutherischen Kirchen in Indien und der drittgrößten lutherischen Kirche in Asien herangewachsen, mit ungefähr 2,5 Millionen Personen in ungefähr 5000 Gemeinden. Der Präsident der AELC, Rev. Dr. B. Suneel meinte: „Das starke Gebäude, das die Missionare für das Wachstum der Bildung errichtet haben, wird von der AELC noch immer ausgebaut. Sie konzentriert sich ferner auf diakonische Aufgaben wie die Einrichtung von Krankenhäusern, die Emanzipation von Frauen, ländliche Entwicklungsprojekte und ein Mutter-Kind-Gesundheitsprogramm.“
An C.F. Heyers Namen wird ferner durch das Father Heyer Junior College und Berufsschulen in Deenapur und Phirangipuram in Andhra Pradesh in Indien erinnert.

## Gebet zum Gedenktag
Dieses Gebet wird in der Evangelisch-Lutherischen Kirche in Amerika am 7. November gesprochen, dem Todestag Heyers.

### Englisch (traditionell)
God of grace and might, we praise thee for thy servant John Christian Frederick Heyer, whom thou didst call to preach the Gospel in the United States and in India. Raise up, we beseech thee, in this and every land, heralds and evangelists of thy kingdom, that the world may know the immeasurable riches of our Savior Jesus Christ, who liveth and reigneth with thee and the Holy Spirit, one God, now and ever.

### Deutsche Übersetzung
Allmächtiger und gnädiger Gott, wir preisen Dich für Deinen Diener Johann Christian Friedrich Heyer, den Du berufen hattest, das Evangelium in den Vereinigten Staaten und Indien zu predigen. Wir bitten Dich: Erwecke in diesem wie in allen Ländern Herolde und Evangelisten Deines Königreiches, dass die Welt die unermesslichen Reichtümer unseres Erlösers Jesu Christi erkenne, der mit Dir und dem Heiligen Geiste in einem Throne lebet und regieret von Ewigkeit zu Ewigkeit.